# طایفه عمله قشقایی
عَمَلِه، یکی از طایفه های ایل قشقایی است.

## شکل‌گیری
طایفه عمله حدود ۱۵۰ سال پیش توسط مرتضی قلی خان قشقایی، ایل بیگی قشقایی‌ها، به وجود آمد.
بدین ترتیب که از میان ۶۰ هزار خانوار قشقایی، دو هزار خانوار را که از نظر مالی بالاتر از دیگران بودند انتخاب کرده و آن‌ها را عمله نامید و از این دو هزار خانوار حدود ۲هزار نفر مسلح، زبده و آماده تدارک دید که «گارد جاویدان قشقایی» نام داشت.
طایفه عمله برای رسیدگی به امورات جاری ایل نظیر جمع‌آوری حق مالکانه، رسیدگی به امور کشاورزی، گله داری و تنظیم امور ایلی از تیره‌های مختلف ایل قشقایی و سران آن‌ها تشکیل گردید.
در دوران اقتدار صولت‌الدوله، رؤسای برخی از طوایف، بسیار مقتدر و ثروتمند بودند و از او تمکین نمی‌کردند، بنابراین تلاش برای جذب برخی تیره‌ها از این طوایف و تقویت طایفه عمله و پرتوان کردن بازوی نظامی ایلخانی آغاز شد.
طایفة عمله در واقع عمال اجرای دستورها و فرمان‌های ایلخانی بزرگ بود. صولت الدوله برای استقرار قدرت خود از این طایفه به صورت نیروی انتظامی و اجرائی استفاده می‌کرد. سپس برای تحلیل قدرت سایر کلانتران ایل‌های قشقائی بعضی از طایفه‌ها یا تیره‌های مختلف را از آن‌ها جدا نموده و وارد این طایفه نمود که به تدریج خود به طایفه بزرگی تبدیل شد که اداره آن نیاز به کلانتر و خان داشت به همین دلیل آن‌ها به صورت یک واحد سیاسی و ایل درآمدند.

## تیره‌ها
صفی خانی، محمد زمانلو، نفر، اولاد، چگینی، شبانکاره، یلمه ای، جعفر بیگلو، قادرلو، بوربور، مال احمدی، جعفرلو، کرانی، بیات، بهمن بیگلو، بلوردی، توللی، نفر، سهراب خانلو، مختار خانلو، گرائی، نمدی، ایگدر، گله زن، قتلو، آردکپان،سبزواری،موصلو، بهی، بهلولی، جامه بزرگی، قوجابیگلو، طیبی، مهتر خانه، چهارده چریک، دمر چماقلو ،قرقانی … تشکیل شده‌اند که هر یک نیز از تعداد زیادی خانواده تشکیل یافته‌اند.

## جمعیت و محدوده اقامت
- گرمسیر: منطقه وسیعی از جنوب و جنوب غرب استان فارس شامل شهرستان‌های لارستان، فیروزآباد، فراشبند، جهرم، لامرد، خنج و کوار و همچنین بخش‌هایی از جنوب و شرق استان بوشهر شامل شهرستان‌های جم، کنگان، دشتی و دشتستان است.
- سردسیر: بخش کمی در اطراف شهرستان شیراز و نیز بعضی از روستاهای اطراف شهر آباده و بخش بسیاری در بخش خسروشیرین، شهرستان اقلید و بخش کامفیروز در شهرستان مرودشت در استان فارس، شهرستان سمیرم در استان اصفهان و بخشی نیز در شهرستان بروجن در استان چهارمحال و بختیاری می‌باشد.

جمعیت طایفه عمله در سال ۱۳۶۰ شمسی ۸۰۱۱ خانوار (۴۲۴۶۱ نفر) بوده‌است؛ و در سال ۱۳۶۶
دارای ۴۷ تیره و ۴۰۳۷ خانوار بوده‌است. 

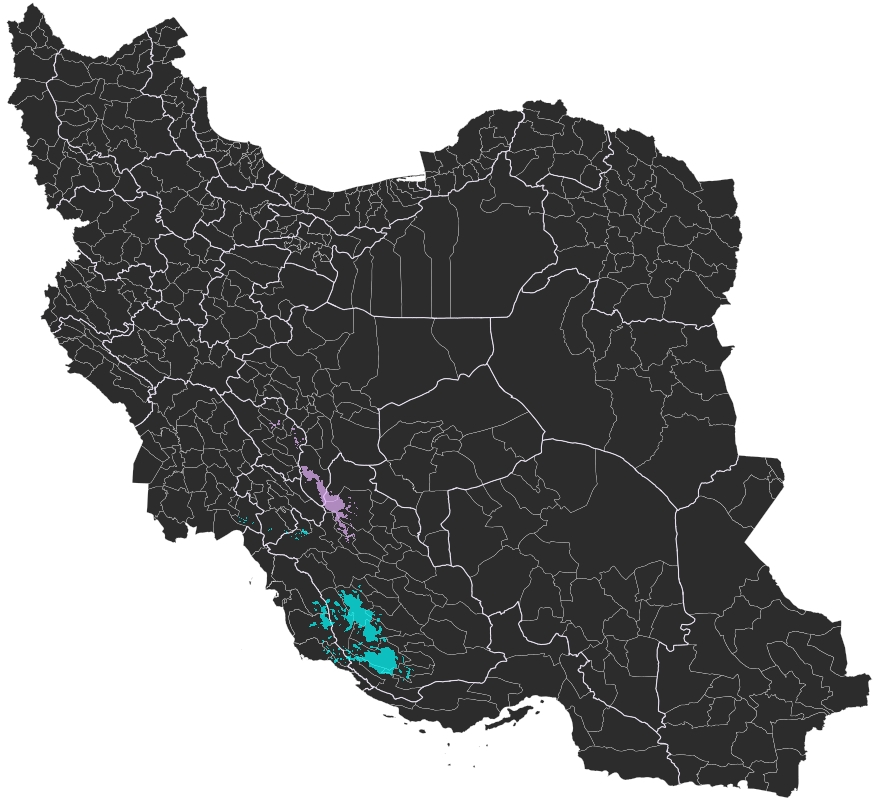